# Klub studencki „77”
Klub studencki „77” („Siódemki”), zwany także „Pod Kosami” – klub studencki w Łodzi. Jeden z najstarszych muzycznych klubów studenckich w Polsce, działający od roku 1960. Mieścił się w Pałacu Maksymiliana Goldfedera przy ulicy Piotrkowskiej 77. Najstarszy klub muzyczny w Łodzi wziął swoją nazwę od adresu, czyli Piotrkowskiej 77. Siódemki były jednym z kilku tego typu klubów w Polsce. Na jego niewielkiej, wciśniętej w róg sali scenie, regularnie gościły zespoły jazzowe i rockowe. W klubie spotykali się przede wszystkim łódzcy studenci.
W klubie przy ulicy Piotrkowskiej 77 występowali m.in. Bill Evans, Tomasz Stańko, Michał Urbaniak, Urszula Dudziak, Bogusław Mec, Dżem, Kobranocka, Myslovitz, T.Love, John Porter, Lech Janerka oraz kultowe łódzkie grupy takie jak: Trubadurzy, Brak, Blitzkrieg, Pornografia, Rendez Vous. Bywał w nim Wojciech Młynarski i Roman Polański.
Klub „Siódemki” to nieodłączna część łódzkiego życia kulturalnego. Od 1996 roku, w rękach prywatnych, należy do Marii i Bogdana Wysockich. W klubie odbywają się wieczory taneczne. 